# Iransko višavje
Iransko višavje (znano tudi kot Perzijsko višavje) je prostrana geološka oblika v jugozahodni Aziji. Področje je z delom Evrazijske plošče ukleščena med Arabsko in Indijsko ploščo. Nahaja se med pogorjem Zagros na zahodu, Kaspijskim jezerom in Kopet-Dagom na severu, Hormuško ožino in Perzijskim zalivom na jugu, ter Indom na vzhodu.
Kot zgodovinska regija obsega Partsko pokrajino, Medijo in Perzijo, ki so bile žarišče kulture Velikega Irana. Iransko višavje je okvirno sestavljeno iz delov Irana, Azerbajdžana, Turkmenistana, Afganistana in Pakistana (Beludžistan), včasih sem štejejo tudi nižinski Huzestan, ki je obrobje ravninske Mezopotamije.
Področje obsega približno 3,7 milijonov km² in se razteza približno 1800 km v smeri sever-jug in 2500 km v smeri vzhod-zahod. Ne glede na naziv »višavje«, je relief področja izrazito raznolik in se sestoji iz več gorskih grebenov med katerimi je najvišji vrh Damavand (5610 m) v Elbrusu, kakor tudi iz ravninskih delov puščav Dašt-e Lut iz Kermanske pokrajine v srednjem Iranu, kjer je poprečna nadmorska višina pod 300 m.

## Geologija
Geološko se je iransko višavje predvsem oblikovalo kot rezultat procesa ločevanja Gondvane, premikanja celinskih plošč (arabske in indijske) proti severu in s tem narivanje gorovja Zagros ter nastanka iranske planote v zaledju. To področje je geološko dobro raziskano tudi zaradi dolge iranske zgodovine geoloških raziskav, zlasti gospodarske geologije (največje rezerve nafte Irana sicer niso na planoti).

## Pokrajina
Višavje je oblikovano iz tektonske plošče (Iranske plošče), kot dela evrazijske plošče, zagozdena med Arabsko in Indijsko ploščo. Spada v alpidski gorski pas, ki poteka na severu na območje Kurdistana v anatolskem višavju in na Kavkaz ter na vzhodu na območje Hindukuša, Pamirja in Himalaje v nadaljevanju. Višavje opredeljujejo: Elburs (perzijsko Reshteh-ye Kūhhā-ye Alborz) na severu, Kaspijsko jezero in Kopet Dag in Aladağlar proti Karakumu na zahodu, in na jugozahodu pogorje Zagros, nižavje ob Evfratu in Perzijski zaliv. Na jugovzhodu višavja so gorovje Kuh- e Jebal Barez, Kuh- e Birag, Kuh- e Taftan in Kuh-i Sultan skupina in depresija Jaz Mirian v gorati regiji Balochistan. Samo višavje ni mogoče pripisati alpidski orogenezi, ampak ga je treba obravnavati v povezavi z nastankom Urala in Hajarja (Oman). Zaradi aktivne tektonike v regiji, je nagnjena k potresom in kaže nedavno delovanje ognjenikov.
Višavje je razdeljeno v smeri SZ-JV z več stranskimi verigami na Zagros, Kuhrud (Kuh-e Rud), Kuh-e Davaran in Kuh-e Banan. Med gorovji ležijo velike puščave (Puščava Lut, Dasht-e Kavĩr, Rigestan, Dasht-e Margoh, Jaz Mirian in Hamum-i Maškel).